# Maxvorstadt
Maxvorstadt, est le secteur n°3 de Munich, nommé d'après Maximilien de Bavière. Il est situé au nord de la vieille ville à la limite sud du quartier de Schwabing. Il a été construit à la fin du XIXe siècle et au début du XXe siècle. Dans ce quartier, se trouve le Kunstareal, un quartier où se trouvent plusieurs prestigieux musées. C’est aussi le quartier universitaire de Munich : il abrite notamment la Ludwigs-Maximilian Universität ainsi que l’Académie des Beaux-Arts de Munich, la Technische Universität München, le Conservatoire de musique, l’école de cinéma Filmhochschule München ou l’Amerikahaus. La Bourse de Munich s’y trouve également.

## Galerie

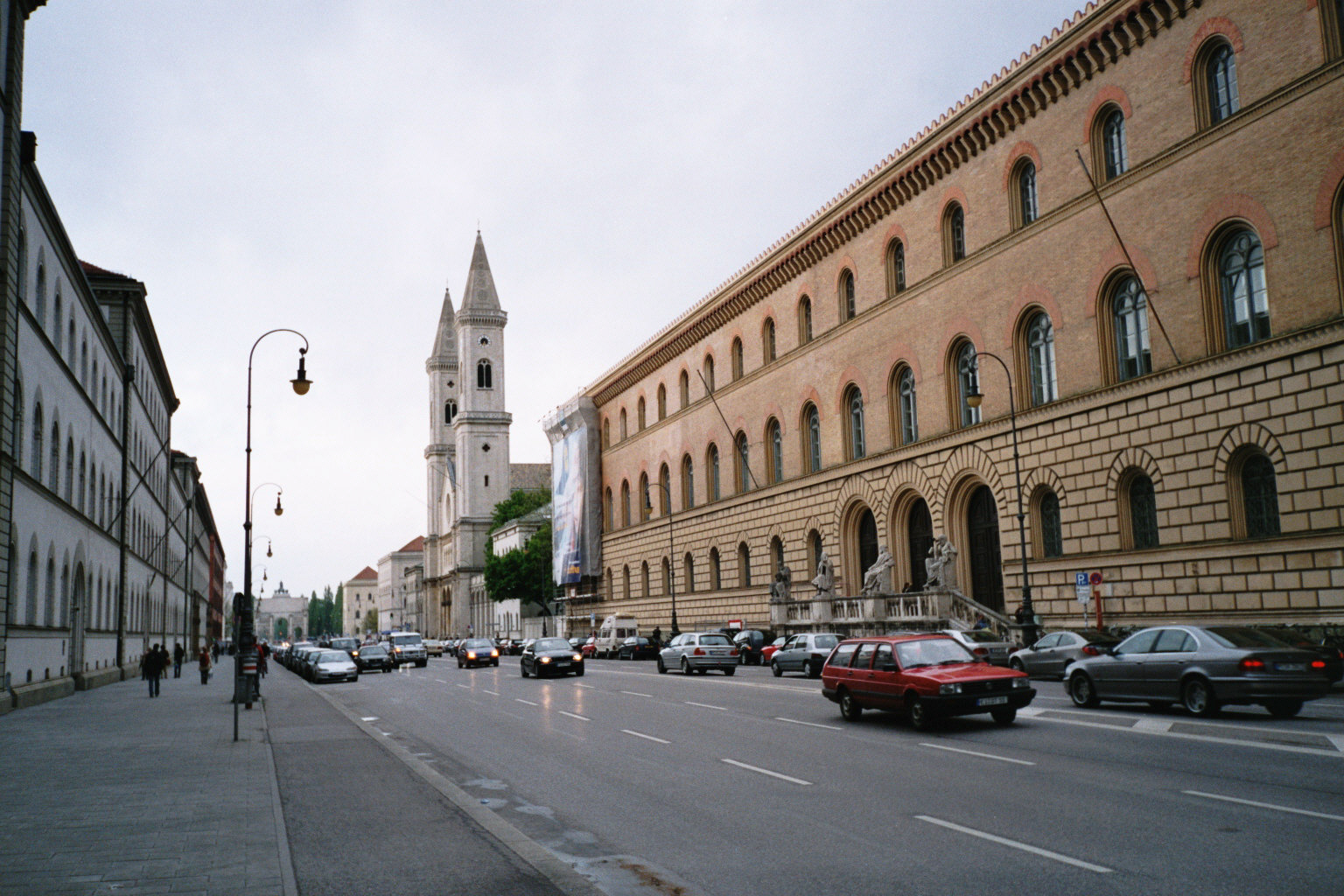
La Ludwigstraße qui traverse le Maxvorstadt, avec l'église Saint-Louis au fond et la bibliothèque d'État
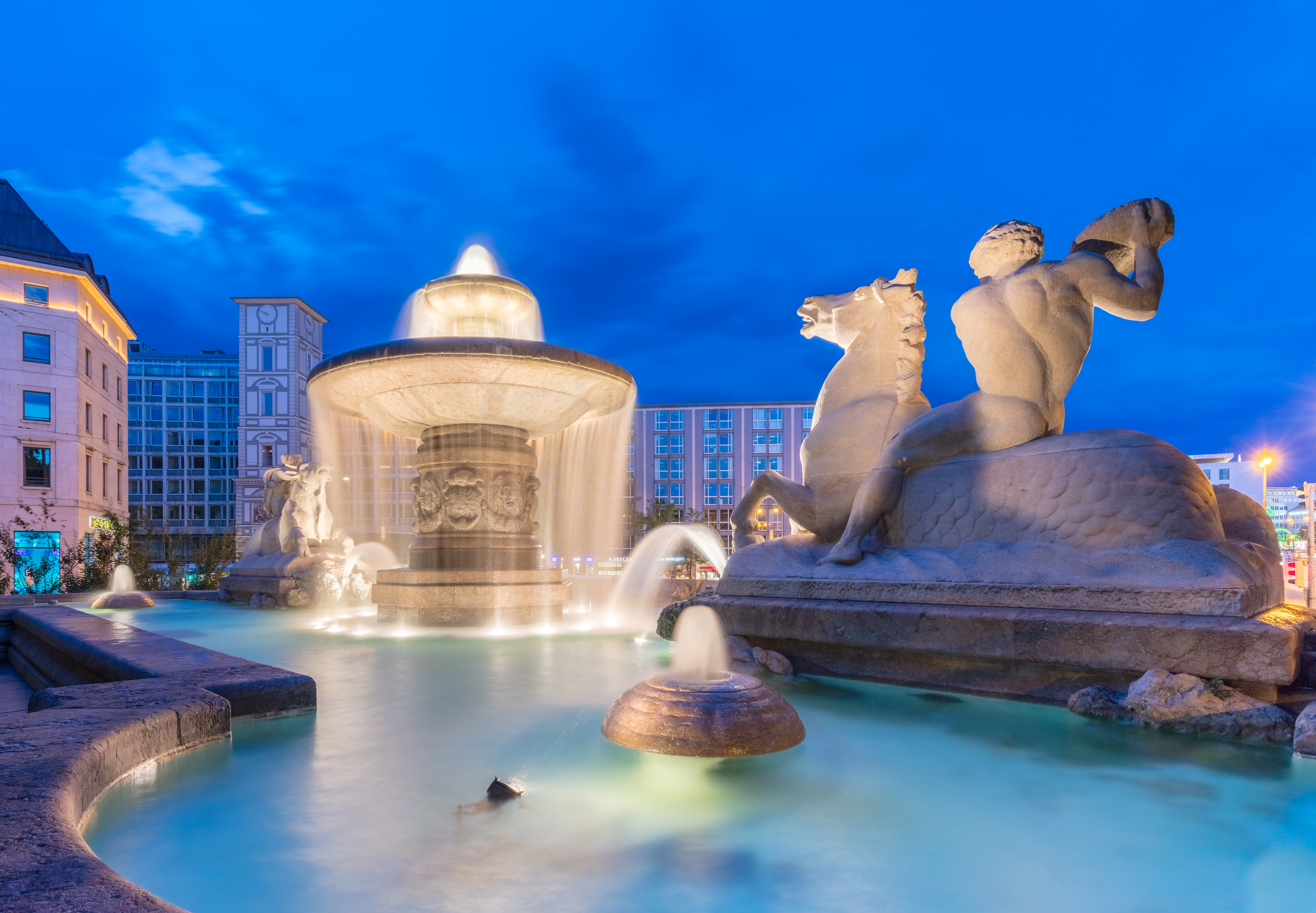
La fontaine Wittelsbacher, sur la place Lenbach, dans le quartier. Juillet 2017.
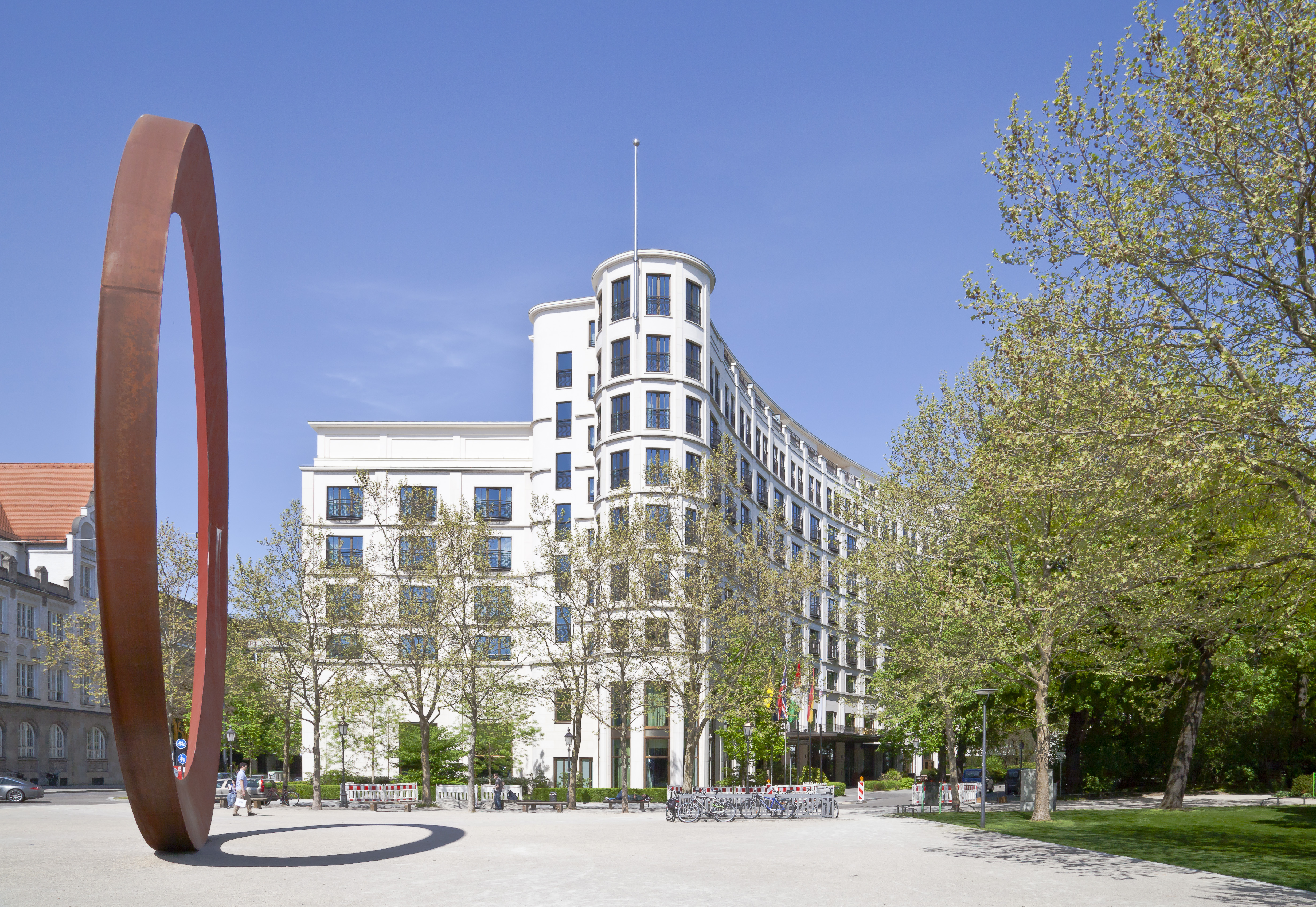
Le Charles Hotel.

## Lieux et monuments
- L'église Saint-Louis
- L'église Saint-Joseph
- L'église Saint-Bennon
- L'Abbaye Saint-Boniface
- Obélisque de Karolinenplatz
- Palais Ludwig Ferdinand
- La Ludwigstrasse avec la Bibliothèque d'Etat de Bavière
- Hackerbrücke
- Palais Seyssel d’Aix
- Wittelsbacherplatz et Palais Arco-Zinneberg
- Luitpoldpark
- Ancien Jardin botanique
- Lenbachplatz : Nouvelle Bourse, maison Bernheim, Fontaine des Wittelsbach

### Musées
- Glyptothèque
- Musée des Antiquités d'Etat
- Alte Pinakothek
- Neue Pinakothek
- Pinakotek der Moderne
- Musée de paléontologie
- Musée Brandhorst
- musée d'État d'Art égyptien